# Harold Rainsford Stark
Harold Raynsford Stark (12. november 1880 – 21. august 1972) var en officer i den amerikanske flåde under 1. og 2. verdenskrig. Stark var den amerikanske flådes 8. operationschef fra 1. august 1939 til 26. marts 1942.

## Tidlige år og karriere
Stark blev udpeget til det amerikanske flådeakademi i 1899 og tog eksamen i 1903. Som kadet fik han øgenavnet "Betty" efter Elizabeth Page Stark, revolutionsgeneralen John Starks kone, som blev mindet på daværende tidspunkt. Fra 1907 til 1909 gjorde Stark tjeneste om bord på slagskibet USS Minnesota før og under den amerikanske atlanterhavsflådes store verdensomsejling.

## 1. verdenskrig
Efterfølgende gjorde Stark tjeneste i torpedobåde og destroyere, blandt andet som chef for den asiatiske flådes torpedobådsflotille i 1917 da disse små og gamle destroyere sejlede fra Filippinerne til Middelhavet for at deltage i operationer under 1. verdenskrig. Stark gjorde tjeneste under lederen af den amerikanske flåde i Europa fra november 1917 til januar 1919.

## Mellemkrigsårene
Efter krigen var Stark næstkommanderende på slagskibene USS North Dakota og West Virginia, studerede på flådeakademiet, havde kommandoen over ammunitionsskibet USS Nitro og gjorde tjeneste i stillinger vedrørende flådeartilleri. 
I slutningen af 1920'erne og indtil midten af 1930'erne havde han rang af kommandør og gjorde tjeneste som stabschef for chefen for destroyerne i slagflåden, ordonnans for marineministeren og chef for slagskibet USS West Virginia. Fra 1934 til 1937 var han som kontreadmiral chef for flådens våbenkontor. Derefter var han fra juli 1938 chef for 3. krydser division og chef for krydserne i slagflåden med rang af viceadmiral. 

## Operationschef og starten på 2. verdenskrig
I august 1939 blev Stark chef for flådens operationsafdeling med rang af admiral. I denne stilling førte han tilsyn med flådens ekspansion i 1940 og 1941, og dets involvering i en uerklæret krig mod tyske ubåde i Atlanterhavet i sidste halvdel af 1941. Det var på dette tidspunkt at han forfattede Plan Dog memo, som dannede grundlag for den amerikanske Europa først politik. 
Hans mest kontroversielle indsats drejede sig om den stigende plage som de japanske styrker udgjorde i tiden før Amerika blev bombet ind i krigen med angrebet på Pearl Harbor. Kontroversen handler om hvorvidt han og hans direktør for krigsplanlægning, admiral Richmond K. Turner, gav tilstrækkelig information til admiral Kimmel, lederen af Stillehavsflåden i Pearl Harbor, om de japanske bevægelser i efteråret 1941 til at Kimmel kunne forudse et angreb og tage de fornødne forholdsregler for at imødegå det.  
Kommandør (senere kontreadmiral) Edwin T. Layton var Kimmels vigtigste efterretningsofficer (senere også admiral Chester W. Nimitz' efterretningsofficer) da angrebet fandt sted.  I sin bog: And I Was There:  Pearl Harbor and Midway—Breaking the Secrets (1985), fastholdt Layton at Stark gav meningsløse råd i denne periode, tilbageholdt afgørende information efter krav fra sin direktør for krigsplanlægning, admiral Turner, viste frygt i håndteringen af japanerne og undlod at levere noget som helst, der kunne bruges af Kimmel.

## Efter Pearl Harbor
Som chef for flådens operationer førte Stark kontrol med kampoperationerne mod Japan og Aksemagterne, som begyndte i december 1941. 
I marts 1942 blev Stark afløst som operationschef af admiral Ernest J. King. Han tog til England den følgende måned, hvor han blev chef for de amerikanske flådestyrker i Europa. 
Fra sit hovedkvarter i London, styrede admiral Stark flådens store opbygning i England og de amerikanske flådeoperationer og træningsaktiviteter på den europæiske side af Atlanterhavet. Han fik yderligere titel af øverstkommanderende for 12. flåde i oktober 1943 og han havde opsyn med flådens deltagelse i landgangen i Normandiet i 1944. Admiral Stark etablerede og fastholdt nære forbindelse med Storbritanniens civile og maritime ledere og også med ledere af andre allierede magter. Fra august 1945 og indtil han forlod aktiv tjeneste i april 1946 gjorde han tjeneste i Washington, D.C. og bosatte sig i byen efter sin pensionering.

## Efter krigen
Han havde et familiesommerhus ved Lake Carey i Tunkhannock, Pennsylvania nord for sin fødeby Wilkes-Barre i mange år, og fløj dertil i vandflyvere. Huset står stadig på søens vestlige bred.

## Erindring
Fregatten USS Stark blev opkaldt efter Admiral Stark.